# Ouloumboni
Ouloumboni este o comună din Regiunea Guidimakha, Mauritania.